# 名古屋空港飛行研究拠点
名古屋空港飛行研究拠点（なごやくうこうひこうけんきゅうきょてん）は、愛知県西春日井郡豊山町にある独立行政法人宇宙航空研究開発機構（JAXA）の研究開発拠点施設。

## 概要
主に実験用航空機「飛翔」を用いた研究開発が行われており、日本の飛行実験研究の中核を担っている。
この施設は、県営名古屋空港に隣接する形で2011年（平成23年）4月に開設された。延床面積は約2,600m2で、実験用飛行機格納庫をはじめ、飛行実験統制室や、試験準備室などの研究開発施設を備える。また、愛知県が運営する愛知県飛行研究センターが隣接しており、産学行政の連携を図っている。
なお、2015年（平成27年）現在施設見学を受け入れていないが、愛知県が県営名古屋空港見学者受入拠点施設整備事業としてあいち航空ミュージアムを整備、地域の航空機産業・観光資源をフィールドミュージアムとして構築する計画を発表しており、当施設の訪問ツアーなども構想されている。

## 主な施設
- 実験用航空機格納庫[2]
- 飛行実験統制室[2]
- 試験準備室[2]
- 共同研究室[2]
- 飛行計画室[2]
- 産学行政連携推進コーナー（愛知県飛行研究センター）[2]